# خوانفران (بازیکن فوتبال، زاده ۱۹۸۵)
خوان فرانسیسکو تورس بلن (اسپانیایی: Juan Francisco Torres Belén‎؛ زادهٔ ۹ ژانویهٔ ۱۹۸۵) بازیکن فوتبال اهل اسپانیا است.
خوان‌فران سابقه بازی در تیم‌های رئال مادرید، اسپانیول و اوساسونا را دارد و در سال ۲۰۱۱ میلادی با مبلغ ۴ میلیون یورو به تیم اتلتیکو مادرید پیوست، همچنین وی ۱۲ بازی ملی در کارنامه دارد.